# Anas Schakfeh
Anas Schakfeh (* 6. März 1943 in Hama, Syrien) war von 1999 bis 2011 Präsident der Islamischen Glaubensgemeinschaft in Österreich (IGGiÖ).

## Leben und Wirken
Schakfeh wuchs in Syrien auf, wo er in der Stadt Hama ein Seminar für Imame absolvierte. Er kam 1964 nach Österreich, um ein Medizin- und Arabistikstudium an der Universität Wien aufzunehmen. 1977 legte er die Dolmetscher-Prüfung als gerichtlich beeideter Dolmetscher der arabischen Sprache ab und arbeitete von 1978 bis 1985 als Leiter eines arabischen Sprachkurses im Afro-Asiatischen Institut in Wien, später auch als AHS-Lehrer für islamische Religion. 1980 wurde er österreichischer Staatsbürger. 1997 wurde Shakfeh nach Erkrankung von Ahmad Abelrahimsai zum geschäftsführenden Präsidenten der Islamischen Glaubensgemeinschaft in Österreich (IGGiÖ) bestellt.
Von 1999 bis 2011 war Schakfeh IGGiÖ-Präsident und gleichzeitig Vorsitzender des Gemeindeausschusses der Religionsgemeinde Wien, Mitglied des Schura-Rates und Vorsitzender des Obersten Rates. Neben seiner ehrenamtlichen Arbeit für die IGGiÖ arbeitet Shakfeh auch als angestellter Schulinspektor der IGGiÖ und als Dozent an der Islamische Religionspädagogische Akademie.
Außerdem war Schakfeh bis 2001 freier Mitarbeiter für den arabischen Dienst von Radio Österreich International.
Im Oktober 2007 gab Schakfeh bekannt, bei der nächsten IGGiÖ-Wahl nicht mehr für das Amt des Präsidenten zu kandidieren und erklärte, sich ins Privatleben zurückziehen zu wollen. Am 21. Oktober 2008 wurde ihm von Bundespräsident Heinz Fischer das Große Goldene Ehrenzeichen mit dem Stern für Verdienste um die Republik Österreich verliehen.
Obwohl seine Amtszeit bereits im Sommer 2008 abgelaufen war, amtierte Schakfeh weiter als Präsident der Islamischen Glaubensgemeinschaft, bis auf Grundlage der inzwischen genehmigten neuen Verfassung Neuwahlen durchgeführt wurden (am 26. Juni 2011) und Fuat Sanac als sein Nachfolger gewählt wurde.
Nach Ende von Schakfehs Amtszeit veröffentlichte der Politikwissenschafter Farid Hafez eine Biographie mit dem Titel Anas Schakfeh. Das österreichische Gesicht des Islams (2012).

## Positionen
Schakfeh war u. a. an der Erarbeitung von Lehrplänen und Unterrichtsmaterialien für den Islamunterricht an Schulen in Österreich beteiligt. Verwendet wurde das Schulbuch „Erlaubtes und Verbotenes im Islam“ von dem bekannten Rechtsgelehrten Yusuf al-Qaradawi, in dem betont wird, dass nur Allah sagen könne, was erlaubt und was verboten sei, und dass Gesetze von Menschen abzulehnen seien. Das Buch enthält zudem homophobe Passagen und Stellen, in denen Frauen eine „islamische Kleidung“ vorgeschrieben und der Besuch öffentlicher Bäder verboten wird. Auf äußeren Druck zog Präsident Schakfeh das Buch zurück, nachdem es bereits zehn Jahre im Unterricht verwendet worden war.
Er fordert die Begrenzung des Anteils der Kinder nichtdeutscher Muttersprache an Schulen, um die Integrationsfähigkeit aufrechtzuerhalten.
Er hat als Hauptinitiator und Veranstalter die erste europäische Imamekonferenz in Graz im Juni 2003 organisiert, die die „Grazer Erklärung“ verabschiedete, die unter anderem die mittelalterliche These von der Teilung der Welt in Haus des Krieges und Haus des Islams für überholt und theologisch nicht vertretbar erklärte.
Auch die österreichische Imamekonferenz von 2005 geht auf seine Initiative zurück, die auch eine Schlusserklärung veröffentlichte, die die säkulare Ordnung des demokratischen Rechtsstaates mit den Prinzipien des Islams für grundsätzlich vereinbar und kompatibel proklamierte.
Ein klares Bekenntnis zu Demokratie und Rechtsstaat sowie zu einem europäischen Islam enthält auch die Schlusserklärung der von ihm mitinitiierten 3. Europäischen Imamekonferenz, die am 14./15. Mai 2010 in Wien stattfand.
Anlässlich von Österreichs EU-Präsidentschaft hat er mit Unterstützung des österreichischen Außenministeriums und der Stadt Wien eine große Konferenz der europäischen Imame und muslimischen Seelsorgerinnen im April 2006 nach Wien einberufen, deren Schlusserklärung (Wiener Erklärung) die Gleichberechtigung der Frauen in der muslimischen Gemeinschaft unterstrich, den Terrorismus, Fundamentalismus und die Gewalt gegen die zivile Bevölkerung verurteilt hat und sich für den Dialog und das friedliche Zusammenleben der Religionen und Kulturen einsetzte.
Schakfeh äußerte sich auch immer wieder zu tagespolitischen Fragen, wobei er v. a. die US-amerikanische Nahostpolitik und Israel scharf kritisierte. Zuletzt erklärte er im Jänner 2009, dass er eine Demonstration gegen das israelische Vorgehen in Gaza unterstütze. In diesem Zusammenhang erklärte er die Drohung der Hamas, den Staat Israel von der Landkarte zu tilgen zu einer Utopie. Kein Staat habe ein „Naturrecht zu existieren“ und im Mittleren Osten kenne man ohnehin keinen Antisemitismus.

## Auszeichnungen
- 2008: Großes Goldenes Ehrenzeichen mit dem Stern für Verdienste um die Republik Österreich[13]
- 2010: Goldenes Ehrenzeichen für Verdienste um das Land Wien[14]